# 黄昏のダイアリー
『黄昏のダイアリー』（たそがれのダイアリー）は、1988年5月11日に発売された柏原芳恵の30枚目のシングル。

## 概要
アルバム『Lover's Sunset』からの先行シングル。A面B面とも作詞は「待ちくたびれてヨコハマ」以来となる荒木とよひさ、作曲は柏原の楽曲としては本作が初提供となる堀内孝雄が手掛けている。表題曲「黄昏のダイアリー」は、堀内孝雄がアルバム『テイスティー』でセルフカバーしている。
売上枚数は約0.4万枚。

## 収録曲
- 全曲作詞：荒木とよひさ / 作曲：堀内孝雄 / 編曲：萩田光雄

1. 黄昏のダイアリー
2. 青春譜